# Karen Smyers
Karen Smyers (Corry, 1 september 1961) is een professioneel Amerikaans triatlete uit Lincoln. Ze is wereldkampioen triatlon op de lange afstand, tweevoudig wereldkampioen triatlon op de olympische afstand en in 1995 won ze de Ironman Hawaï.
Smyers deed haar eerste triatlon in 1984. Ze is getrouwd met filmproducent Michael King en heeft een dochter. Momenteel schrijft ze voor een maandelijkse triatlontijdschrift.

## Titels
- Wereldkampioene triatlon op de Ironman-afstand - 1995
- Wereldkampioene triatlon op de lange afstand - 1996
- Wereldkampioene triatlon op de olympische afstand - 1990, 1995
- Amerikaans kampioene - 2001

## Onderscheidingen / Prijzen
- USOC triathlete of the year - 1994, 1995, 1996, 1999
- ITU wereldbeker triatlon - 1991

## Belangrijkste prestaties

### triatlon
- 1989: 4e WK olympische afstand in Avignon - 2:13.12
- 1990:  WK olympische afstand in Orlando - 2:03.33
- 1991: 9e WK olympische afstand in Gold Coast - 2:04.31
- 1992: 6e WK olympische afstand in Huntsville - 2:05.54
- 1993:  WK olympische afstand in Manchester - 2:07.43
- 1993: 4e Ironman Hawaï - 9:21.12
- 1994: 17e WK olympische afstand in Wellington - 2:11.58
- 1994:  Ironman Hawaï - 9:28.08
- 1994:  WK lange afstand in Nice - 6:57.21
- 1995:  WK olympische afstand in Cancún - 2:04.58
- 1995:  Ironman Hawaï - 9:16.46
- 1995:  Pan-Amerikaanse Spelen in Mar del Plata - 2:04.52
- 1996:  WK lange afstand in Muncie - 4:11.00
- 1996: 5e WK olympische afstand in Cleveland - 1:52.42
- 1996:  Ironman Hawaï - 9:19.13
- 1999:  ITU wereldbekerwedstrijd in Mexico
- 1999: 4e ITU wereldbekerwedstrijd in Monte Carlo
- 1999: 38e WK olympische afstand in Montreal - 2:01.00
- 1999: 7e Pan-Amerikaanse Spelen in Winnipeg - 2:02.45
- 1999: 5e WK lange afstand in Säter - 6:31.50
- 1999:  Ironman Hawaï - 9:20.40
- 2001: 5e Ironman Europe in Roth
- 2001: 5e Ironman Hawaï - 9:48.34
- 2002: 27e Ironman Hawaï - 10:53.23
- 2004:  Timberman Half Champion
- 2004: 20e Ironman Hawaï - 10:36.15
- 2005: 4e Ironman USA Lake Placid
- 2005: 4e Eagleman Half Ironman
- 2005: 9e Ironman Hawaï - 9:30.47
- 2006: 12e Ironman Hawaï - 9:39.59
- 2010: 32e Ironman Hawaï - 10:19.14

1978 geen vrouwen ·
1979 Lyn Lemaire (enige vrouw) ·
1980 Robin Beck ·
1981 Linda Sweeney ·
1982 (feb.) Kathleen McCartney ·
1982 (okt.) Julie Leach ·
1983 Sylviane Puntous ·
1984 Sylviane Puntous ·
1985 Joanne Ernst ·
1986 Paula Newby-Fraser ·
1987 Paula Newby-Fraser ·
1988 Erin Baker ·
1989 Paula Newby-Fraser ·
1990 Erin Baker ·
1991 Paula Newby-Fraser ·
1992 Paula Newby-Fraser ·
1993 Paula Newby-Fraser ·
1994 Paula Newby-Fraser ·
1995 Karen Smyers ·
1996 Paula Newby-Fraser ·
1997 Heather Fuhr ·
1998 Natascha Badmann ·
1999 Lori Bowden ·
2000 Natascha Badmann ·
2001 Natascha Badmann ·
2002 Natascha Badmann ·
2003 Lori Bowden ·
2004 Natascha Badmann ·
2005 Natascha Badmann ·
2006 Michellie Jones ·
2007 Chrissie Wellington ·
2008 Chrissie Wellington ·
2009 Chrissie Wellington ·
2010 Mirinda Carfrae ·
2011 Chrissie Wellington ·
2012 Leanda Cave ·
2013 Mirinda Carfrae ·
2014 Mirinda Carfrae ·
2015 Daniela Ryf ·
2016 Daniela Ryf ·
2017 Daniela Ryf ·
2018 Daniela Ryf ·
2019 Anne Haug
1989: Erin Baker ·
1990: Karen Smyers ·
1991: Jo-Anne Ritchie ·
1992: Michellie Jones ·
1993: Michellie Jones ·
1994: Emma Carney ·
1995: Karen Smyers ·
1996: Jackie Gallagher ·
1997: Emma Carney ·
1998: Joanne King ·
1999: Loretta Harrop ·
2000: Nicole Hackett ·
2001: Siri Lindley ·
2002: Leanda Cave ·
2003: Emma Snowsill ·
2004: Sheila Taormina ·
2005: Emma Snowsill ·
2006: Emma Snowsill ·
2007: Vanessa Fernandes ·
2008: Helen Jenkins ·
2009: Emma Moffatt ·
2010: Emma Moffatt ·
2011: Helen Jenkins ·
2012: Lisa Nordén ·
2013: Non Stanford ·
2014: Gwen Jorgensen ·
2015: Gwen Jorgensen ·
2016: Flora Duffy ·
2017: Flora Duffy ·
2018: Vicky Holland ·
2019: Katie Zaferes ·
2020: Georgia Taylor-Brown ·
2021: Flora Duffy